# Forbesganj
Forbesganj är en ort i Indien.   Den ligger i distriktet Araria och delstaten Bihar, i den nordöstra delen av landet, 1 000 km öster om huvudstaden New Delhi. Forbesganj ligger 65 meter över havet och antalet invånare är 45 098.
Terrängen runt Forbesganj är mycket platt. Runt Forbesganj är det tätbefolkat, med 913 invånare per kvadratkilometer. Forbesganj är det största samhället i trakten. Trakten runt Forbesganj består till största delen av jordbruksmark.